# Texananus majestus
Texananus majestus är en insektsart som beskrevs av Henry Fairfield Osborn och Ball 1897. Texananus majestus ingår i släktet Texananus och familjen dvärgstritar. Inga underarter finns listade i Catalogue of Life.